# Tournoi de tennis de León
Le Torneo Internacional Challenger León est un tournoi international de tennis faisant partie de l'ATP Challenger Tour. Il se tient tous les ans depuis 2003 au Club Campestre de León au Mexique. Il se joue au mois de mars ou avril sur dur.

## Palmarès

### Simple
| Année | Vainqueur                | Finaliste                | Score           |
| ----- | ------------------------ | ------------------------ | --------------- |
| 2003  | Adrián García            | Santiago González        | 7-5, 6-3        |
| 2004  | Jeff Morrison            | Lu Yen-hsun              | 4-6, 7-63, 6-2  |
| 2005  | Amer Delić               | Jeff Morrison            | 6-4, 3-6, 6-3   |
| 2006  | Rik de Voest             | Glenn Weiner             | 7-62, 7-62      |
| 2007  | Jo-Wilfried Tsonga       | Bruno Echagaray          | 6-4, 2-6, 6-1   |
| 2008  | Dawid Olejniczak         | Sam Warburg              | 6-4, 6-3        |
| 2009  | Dick Norman              | Marcel Felder            | 6-4, 66-7, 7-5  |
| 2010  | Santiago González        | Michał Przysiężny        | 3-6, 6-1, 7-5   |
| 2011  | Bobby Reynolds           | Andre Begemann           | 6-3, 6-3        |
| 2012  | Denis Zivkovic           | Rajeev Ram               | 7-65, 6-4       |
| 2013  | Donald Young             | Jimmy Wang               | 6-2, 6-2        |
| 2014  | Rajeev Ram               | Sam Groth                | 6-2, 6-2        |
| 2015  | Austin Krajicek          | Adrián Menéndez-Maceiras | 63-7, 7-65, 6-4 |
| 2016  | Michael Berrer           | João Souza               | 6-3, 6-2        |
| 2017  | Adrián Menéndez-Maceiras | Roberto Quiroz           | 6-4, 3-6, 6-3   |
| 2018  | Christopher Eubanks      | John-Patrick Smith       | 6-4, 3-6, 7-64  |
| 2019  | Blaž Rola                | Liam Broady              | 6-4, 4-6, 6-3   |

### Double
| Année | Vainqueurs                             | Finalistes                         | Score             |
| ----- | -------------------------------------- | ---------------------------------- | ----------------- |
| 2003  | Huntley Montgomery Andres Pedroso      | Bruno Echagaray Jean-Julien Rojer  | 63-7, 7-5, 6-4    |
| 2004  | Nathan Healey Tuomas Ketola            | Lu Yen-hsun Danai Udomchoke        | 7-5, 7-66         |
| 2005  | Rajeev Ram Bobby Reynolds              | Rik de Voest Łukasz Kubot          | 6-1, 67-7, 7-64   |
| 2006  | Pierre-Ludovic Duclos André Ghem       | Rik de Voest Glenn Weiner          | 6-4, 0-6, [10-3   |
| 2007  | Miguel Gallardo-Valles Carlos Palencia | Brendan Evans Brian Wilson         | 6-3, 6-3          |
| 2008  | Carsten Ball Robert Smeets             | Neil Bamford Joshua Goodall        | 65-7, 6-4, [10-3] |
| 2009  | Sanchai Ratiwatana Sonchat Ratiwatana  | Víctor Estrella João Souza         | 6-3, 6-3          |
| 2010  | Santiago González Vasek Pospisil       | Kaden Hensel Adam Hubble           | 3-6, 6-3, [10-8]  |
| 2011  | Rajeev Ram Bobby Reynolds              | Andre Begemann Chris Eaton         | 6-3, 6-2          |
| 2012  | John Peers John-Patrick Smith          | César Ramírez Bruno Rodríguez      | 6-3, 6-3          |
| 2013  | Chris Guccione Matt Reid               | Purav Raja Divij Sharan            | 6-3, 7-5          |
| 2014  | Sam Groth Chris Guccione               | Marcus Daniell Artem Sitak         | 6-4, 6-3          |
| 2015  | Austin Krajicek Rajeev Ram             | Guillermo Durán Horacio Zeballos   | 6-2, 7-5          |
| 2016  | Santiago González Mate Pavić           | Sam Groth Leander Paes             | 6-4, 3-6, [13-11] |
| 2017  | Leander Paes Adil Shamasdin            | Luca Margaroli Caio Zampieri       | 6-1, 6-4          |
| 2018  | Gonzalo Escobar Manuel Sánchez         | Bradley Mousley John-Patrick Smith | 6-4, 6-4          |
| 2019  | Lucas Miedler Sebastian Ofner          | Matt Reid John-Patrick Smith       | 4-6, 6-4, [10-6]  |